# Cycloramphus cedrensis
Espèce
Statut de conservation UICN

 DD  : Données insuffisantes
Cycloramphus cedrensis est une espèce d'amphibiens de la famille des Cycloramphidae.

## Répartition
Cette espèce est endémique de l'État de Santa Catarina dans le sud du Brésil. Elle se rencontre  à Rio dos Cedros, entre 300 et 350 m d'altitude.

## Description
Les mâles mesurent jusqu'à 44 mm et les femelles jusqu'à 50 mm.

## Étymologie
Son nom d'espèce, composé de cedr[os] et du suffixe latin -ensis, « qui vit dans, qui habite », lui a été donné en référence au lieu de sa découverte, Rio dos Cedros.

## Publication originale
- Heyer, 1983 : Notes on the frog genus Cycloramphus (Amphibia: Leptodactylidae), with descriptions of two new species. Proceedings of the Biological Society of Washington, vol. 96, no 3, p. 548-559 (texte intégral).